# Roger McNamee
Roger McNamee (Albany, 2 maggio 1956) è un imprenditore e musicista statunitense.
Socio fondatore della società di venture capital Elevation Partners, precedentemente McNamee ha co-fondato la società di private equity Silver Lake Partners e ha diretto il T. Rowe Price Science and Technology Fund.
Come musicista, è stato membro fondatore dei Flying Other Brothers, e più recentemente nella band successiva di quel gruppo, Moonalice.

## Biografia
McNamee è nato il 2 maggio 1956 ad Albany, New York .  Suo padre, Daniel,  un banchiere di investimenti, era il presidente del capitolo Albany della Urban League. Barbara, sua madre, era una femminista negli anni '60. Quando McNamee aveva 12 anni, protestò contro la guerra del Vietnam e si offrì volontario per la campagna per la presidenza di Eugene McCarthy. Ha conseguito una laurea in storia presso la Yale University e un MBA presso la Tuck School of Business del Dartmouth College .
McNamee è sposato con la teorica musicale e cantautrice Ann McNamee dal 1983. La coppia ha fondato un santuario degli elefanti nella contea di Tehama, nel nord della California, ora noto come Tembo Preserve.
Nel 2004, McNamee ha co-fondato Elevation Partners insieme a una serie di altri investitori tra cui il frontman degli U2 Bono . Attualmente è il suo amministratore delegato. Gli investimenti di Elevation Partners hanno incluso Palm, Inc., Forbes e Facebook .

## Relazione con Wikipedia
Secondo il New York Times, McNamee è stato un sostenitore con almeno due donazioni da $ 500.000 alla Wikimedia Foundation . Roger McNamee è membro del comitato consultivo della Wikipedia Foundation e funge "da consulente speciale del direttore esecutivo su questioni aziendali e strategiche".

## Influenza
Bill Gates ha scritto nel suo libro The Road Ahead : "Roger è stato una grande cassa di risonanza per molte delle idee di cui ho scritto". Mark Zuckerberg (che ha incontrato McNamee nell'estate 2006 in un momento in cui Facebook, secondo quanto riferito, aveva offerte di acquisto di circa $ 750 milioni) ha detto che McNamee era "entusiasta" sul fatto che Facebook non fosse stato venduto; Zuckerberg ha dichiarato di "avere chiaramente a cuore la costruzione di qualcosa a lungo termine e l'impatto delle cose che costruiamo invece di fare soldi a breve termine", consiglio che Portfolio.com ha definito "preveggente": nell'ottobre 2007 Facebook ha venduto solo 1,6 per cento dell'azienda a Microsoft per 240 milioni di dollari.  Lo stesso McNamee lo ha confermato.
Nell'autunno del 2017 McNamee ha incontrato i legislatori statunitensi che si stavano preparando a indagare sull'ingerenza russa nelle elezioni statunitensi del 2016 . McNamee aveva preparato per loro un dossier, affermando che il vero problema erano le divisioni che le piattaforme di social media stavano creando tra gli americani, di cui Adam Schiff, membro della House Intelligence Committee ha detto, " Il tempo ha confermato i suoi avvertimenti. "

## Critiche a Facebook
Da uno dei primi investitori in Facebook, McNamee è diventato poi molto critico nei suoi confronti a causa del suo impatto negativo sulla società e sulla democrazia degli Stati Uniti, come espresso nei suoi Op-Ed per USA Today e The Guardian In precedenza, sulla CNBC, ha detto di aver tentato di mettere in guardia Facebook sull'impatto dell'ingerenza russa nelle elezioni americane del 2016. È stato anche intervistato da NPR sull'argomento. Come parte di questo sforzo, McNamee è entrato a far parte di Time Well Spent come Founding Advisor. Nel maggio 2019, è comparso davanti al comitato etico e per la privacy della Camera dei Comuni a Ottawa, chiedendo ai governi di chiudere temporaneamente Facebook e altri siti di social media fino alla riforma. Il 25 settembre 2020, McNamee è stato nominato come uno dei 25 membri del "Real Facebook Oversight Board", un gruppo di monitoraggio indipendente su Facebook .